# Alonzo Babers
Alonzo Babers, född 31 oktober 1961 i Montgomery, Alabama, är en amerikansk före detta friidrottare som tävlade i kortdistanslöpning.
Babers hade en väldigt kort karriär som friidrottare. Han deltog vid VM 1983 där han ingick i det amerikanska stafettlaget på 4 x 400 meter som slutade på sjätte plats. Vid Olympiska sommarspelen 1984 vann han guld på 400 meter på tiden 44,27. Han ingick i stafettlaget på 4 x 400 meter som vann guld.
Efter OS deltog han inte vid fler större internationella mästerskap. 
Efter sin idrottskarriär tjänstgjorde han i US Air Force till 1991 som pilot. Han är numera anställd vid United Airlines som trafikpilot på Boeing 777.

## Personliga rekord
- 400 meter - 44,27 från 1984